# Anaxipha fistulator
Anaxipha fistulator är en insektsart som beskrevs av Rehn, J.A.G. 1918. Anaxipha fistulator ingår i släktet Anaxipha och familjen syrsor. Inga underarter finns listade i Catalogue of Life.